# Аджубей Рада Микитівна
Рада Микитівна Аджубей (Хрущова) (4 квітня 1929, Київ, СРСР — 11 серпня 2016, Москва, Росія) — російська журналістка, публіцистка. Донька лідера СССР Микити Хрущова.

## Біографія
Вчитися Рада почала в номенклатурної школі на Арбаті в Москві, школу закінчила із золотою медаллю в Києві, коли її батько був призначений першим секретарем ЦК КПУ. Після закінчення школи вступила на філологічний факультет МДУ, згодом перевелася на новостворений факультет журналістики, який закінчила у 1952 році. Під час навчання познайомилася Олексієм Аджубеєм, за якого в 1949 році вийшла заміж. У цьому шлюбі вона народила трьох синів: Микиту, Олексія та Івана. Після народження першої дитини вона прийшла працювати в журнал «Наука і життя», де незабаром стала завідувати відділом медицини і біології. Оскільки вона зрозуміла, що для такої посади їй не вистачає знань, то вона вступила на вечірній факультет біології МДУ. У 1956 році її було призначено заступником головного редактора журналу. За час її роботи журнал став одним із найкращих науково-популярних журналів Радянського Союзу. Після того, як Микита Хрущов був знятий зі своєї посади, її чоловік потрапив в опалу і став працювати редактором відділу в журналі «Радянський Союз», а також публікуватися в різних виданнях під псевдонімом, Рада Аджубей продовжувала працювати в редакції журналу до 2004 року. Правда, протягом більше двадцяти років її прізвище в списку редколегії журналу не згадувалося.
Померла в Москві 11 серпня 2016 року після тривалої хвороби.

## Сім'я
- Батько — Хрущов Микита Сергійович (1894—1971)
- Мати — Хрущова Ніна Петрівна (1900—1984)
- брат — Хрущов Леонід Микитович (1917—1943), військовий льотчик
- сестра — Хрущова Юлія Микитівна (1916—1981), дружина директора київської опери Віктора Гонтаря
- брат — Хрущов Сергій Микитович (1935—2000), викладач Гарвардського університету.
- сестра — Хрущова Олена Микитівна (1937—1972)
- Чоловік — Аджубей Олексій Іванович (1924—1993), журналіст
- Син — Аджубей Микита Олексійович (1952—2007), письменник
- Син — Аджубей Олексій Олексійович (1954),
- Син — Аджубей Іван Олексійович (1959), викладач Гарвардського університету.